# Acanthorrhinum
Acanthorrhinum é um género botânico, com 2 espécies, pertencente à família Plantaginaceae. Por vezes é classificado nas famílias Scrophulariaceae e Veronicaceae.
Trata-se de um género reconhecido pelo sistema de classificação filogenética Angiosperm Phylogeny Website.
O seu nome advém do grego ákantha (espinho) e rhinum (nariz).

## Taxonomia
O género foi descrito por Werner Hugo Paul Rothmaler e publicado em Feddes Repert. Spec. Nov. Regni Veg. 52: 31. 1943. A espécie-tipo é Acanthorrhinum ramosissimum (Coss. & Durieu) Rothm.	

## Especies
As espécies aceites são:
- Acanthorrhinum ramosissimum (Coss. & Durieu) Rothm.
- Acanthorrhinum rivas-martinezii (Sánchez Malta) Fern.Casas & Sánchez Mata